# Héloup
Héloup és un municipi francès situat al departament de l'Orne i a la regió de Normandia. L'any 2007 tenia 966 habitants.

## Demografia

### Població
El 2007 la població de fet de Héloup era de 966 persones. Hi havia 370 famílies de les quals 66 eren unipersonals (31 homes vivint sols i 35 dones vivint soles), 146 parelles sense fills, 127 parelles amb fills i 31 famílies monoparentals amb fills.
La població ha evolucionat segons el següent gràfic:
Habitants censats

### Habitatges
El 2007 hi havia 416 habitatges, 381 eren l'habitatge principal de la família, 14 eren segones residències i 22 estaven desocupats. 401 eren cases i 12 eren apartaments. Dels 381 habitatges principals, 296 estaven ocupats pels seus propietaris, 83 estaven llogats i ocupats pels llogaters i 3 estaven cedits a títol gratuït; 3 tenien una cambra, 12 en tenien dues, 46 en tenien tres, 97 en tenien quatre i 223 en tenien cinc o més. 317 habitatges disposaven pel capbaix d'una plaça de pàrquing. A 135 habitatges hi havia un automòbil i a 221 n'hi havia dos o més.

### Piràmide de població
La piràmide de població per edats i sexe el 2009 era:
| Homes | Edats   | Dones |
| ----- | ------- | ----- |
| 0     | 95 o +  | 0     |
| 0     | 90 a 94 | 4     |
| 0     | 85 a 89 | 4     |
| 0     | 80 a 84 | 0     |
| 8     | 75 a 79 | 20    |
| 16    | 70 a 74 | 4     |
| 28    | 65 a 69 | 32    |
| 28    | 60 a 64 | 32    |
| 20    | 55 a 59 | 28    |
| 40    | 50 a 54 | 48    |
| 28    | 45 a 49 | 16    |
| 40    | 40 a 44 | 16    |
| 40    | 35 a 39 | 40    |
| 20    | 30 a 34 | 40    |
| 20    | 25 a 29 | 20    |
| 28    | 20 a 24 | 16    |
| 24    | 15 a 19 | 28    |
| 56    | 10 a 14 | 24    |
| 16    | 5 a 9   | 48    |
| 4     | 0 a 4   | 24    |

## Economia
El 2007 la població en edat de treballar era de 613 persones, 454 eren actives i 159 eren inactives. De les 454 persones actives 428 estaven ocupades (225 homes i 203 dones) i 25 estaven aturades (8 homes i 17 dones). De les 159 persones inactives 78 estaven jubilades, 57 estaven estudiant i 24 estaven classificades com a «altres inactius».

### Ingressos
El 2009 a Héloup hi havia 389 unitats fiscals que integraven 1.005,5 persones, la mediana anual d'ingressos fiscals per persona era de 19.820 €.

### Activitats econòmiques
Dels 23 establiments que hi havia el 2007, 1 era d'una empresa de fabricació d'altres productes industrials, 5 d'empreses de construcció, 4 d'empreses de comerç i reparació d'automòbils, 1 d'una empresa de transport, 1 d'una empresa d'hostatgeria i restauració, 4 d'empreses immobiliàries, 3 d'empreses de serveis, 3 d'entitats de l'administració pública i 1 d'una empresa classificada com a «altres activitats de serveis».
Dels 8 establiments de servei als particulars que hi havia el 2009, 1 era un taller de reparació d'automòbils i de material agrícola, 1 fusteria, 1 lampisteria, 2 electricistes, 1 perruqueria, 1 restaurant i 1 agència immobiliària.
L'únic establiment comercial que hi havia el 2009 era una floristeria.
L'any 2000 a Héloup hi havia 18 explotacions agrícoles que ocupaven un total de 854 hectàrees.

## Equipaments sanitaris i escolars
El 2009 hi havia una escola elemental.

## Poblacions més properes
El següent diagrama mostra les poblacions més properes.